# 山口順
山口 順（やまぐち じゅん、1971年 - ）は、日本のモルック選手。神奈川県横浜市保土ケ谷区出身、東京都町田市在住。モルックたま代表、日本ユニバーサルモルック協会会長。世界初の「プロモルッカー」を名乗り、モルックの普及に尽力している。
2019年から、初心者から上級者まで楽しめるモルフェスというイベントを主催している。

## 経歴
2016年に知人に誘われて、フィンランド発のスポーツ・モルックと出会う。この年の東京大会にチームの代理メンバーとして初出場。その後、チーム「お山の仔馬」を高麗嘉昭と結成し、以後、東京大会の決勝常連チームとなる。2019年5月の第6回東京大会にて「お山の仔馬」として初優勝を達成。
第6回東京大会後、競技歴3年の経験を買われ、まだ競技歴が1か月程度であったお笑いタレントの森田哲矢（さらば青春の光）に誘われて、チーム「キングオブモルック」を森田、みなみかわ、金井貴史（当時タイーク）とともに結成。8月に日本代表の1チームとしてフランス開催の世界大会に参加した。2次予選で敗退したものの、最終結果79位は日本から出場したチームでは最高位だった。同大会にはチームによる本戦以外のダブルス、個人戦にも出場し、ダブルスはみなみかわとのペアで62位、個人戦は2回戦敗退の成績だった。
2019年は台風の影響で日本大会が中止となったが、有志によって開催された裏日本大会で優勝を果たしている。同年、TokyoCup後期優勝の個人タイトルを獲得。
2020年は10月に新生チーム「弥勒ボーイズ」で第5回大阪大会の優勝を飾った。
プレイヤーとしてだけではなく、モルックの普及活動も広く行っており、2017年から東京多摩地域を拠点とする「モルックたま」の代表を務め、地域にモルックを普及させる活動を行っている。更に2020年には、モルックがハンディキャップの有無にかかわらず楽しむことできるスポーツであることから「すべての人が分け隔てなく“モルック”を楽しむ」という理念をもとに「日本ユニバーサルモルック協会」を設立し、会長に就任している。また、同年から世界初の「プロモルッカ―」を名乗り、各種メディアへの出演。さらに、「レンタルモルックする人」として、モルック用具の貸し出しやレクチャー活動なども行っている。
フリーランスで土木関係の設計を本業としている。

## 出演
- 『キングオブモルックのモルック大作戦!!』TOKYO MX - 前身番組「さらば青春の光のモルック勝ったら10万円!」から出演。解説をつとめるほか、助っ人的な存在である「スペシャル リリーフ」としてプレーに参加する。